# Ambarlık, Rize
Ambarlık là một xã thuộc thành phố Rize, tỉnh Rize, Thổ Nhĩ Kỳ. Dân số thời điểm năm 2010 là 1.43 người.